# Веров, Филипп Фёдорович

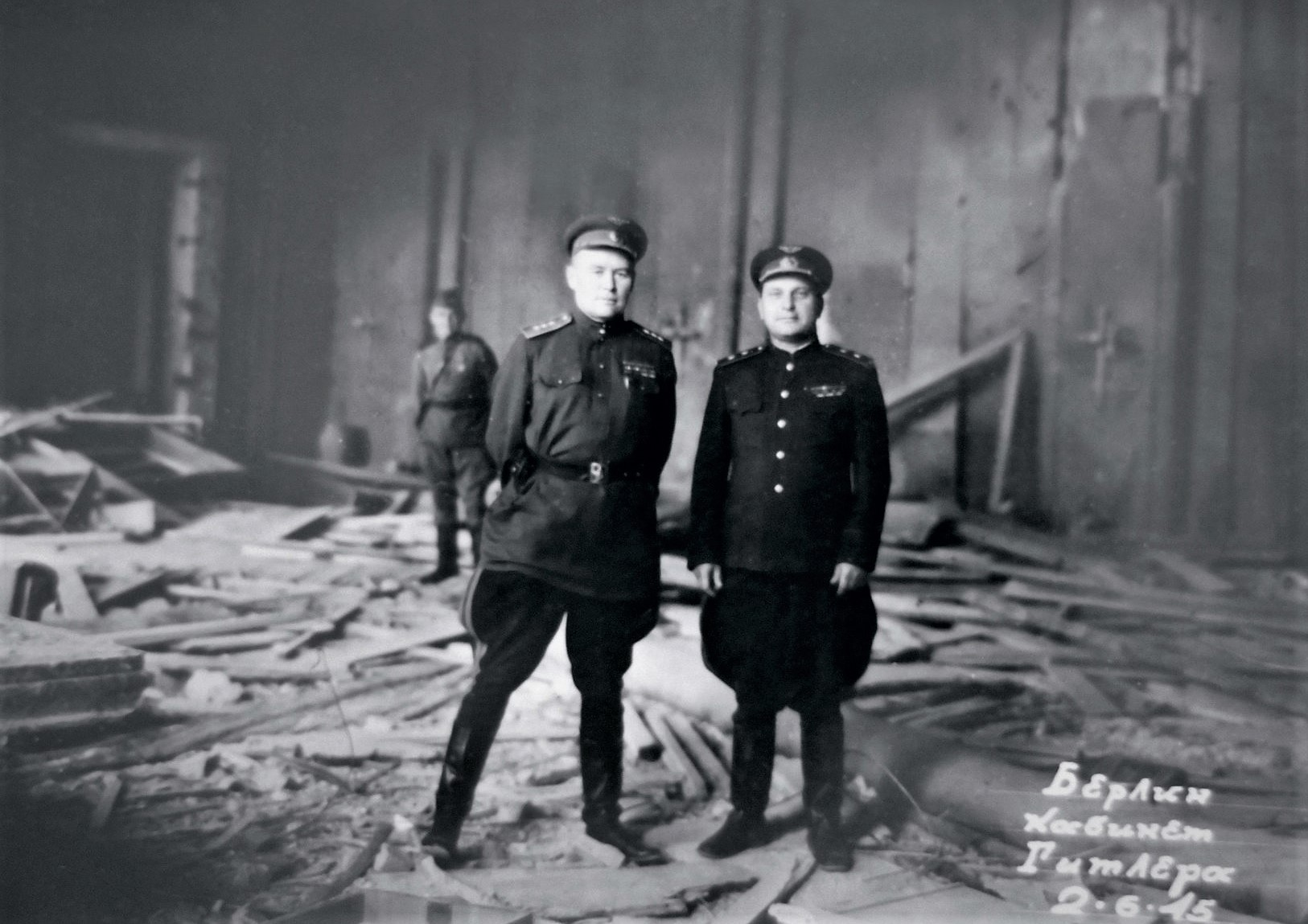
Командующий 4-й воздушной армией генерал-полковник К.А. Вершинин (слева) и его заместитель по политической части генерал-лейтенант Ф.Ф. Веров в разгромленном кабинете Гитлера. 2 июня 1945

Филипп Фёдорович Веров — советский военный, государственный и политический деятель, генерал-лейтенант авиации.

## Биография
Родился в 1905 году в селе Гороховка. Член ВКП(б).
С 1924 года — на военной службе, общественной и политической работе. В 1924—1952 гг. — бригадный комиссар, военный комиссар 5-й смешанной авиационной дивизии, Заместитель командира 7-го истребительного авиационного корпуса противовоздушной обороны Ленинградского военного округа по политической части, член Военного совета Ленинградской армии противовоздушной обороны, член Военного Совета, начальник штаба, заместитель командующего по политической части 4-й воздушной Краснознамённой армии, заместитель Командующего Дальней авиацией по политической части (1946-1949). Учеба в Высшей военной академии имени К. Ворошилова 1949-1951 гг. 
Избирался депутатом Верховного Совета РСФСР 2-го созыва.
Умер в 1952 году в Москве. Похоронен на Ваганьковском кладбище.